# La Faute-sur-Mer
La Faute-sur-Mer ist eine ehemalige französische Gemeinde mit 724 Einwohnern (Stand: 1. Januar 2022) im Département Vendée in der Region Pays de la Loire; sie gehörte zum Arrondissement Les Sables-d’Olonne und zum Kanton Mareuil-sur-Lay-Dissais. Die Einwohner werden Fautais genannt.
Der Erlass vom 7. Dezember 2021 legte mit Wirkung zum 1. Januar 2022 die Eingliederung von La Faute-sur-Mer zusammen mit der früheren Gemeinde L’Aiguillon-sur-Mer zur neuen Commune nouvelle L’Aiguillon-la-Presqu’île fest. Die früheren Gemeinden besitzen fortan den Status von Communes déléguées.

## Geographie
La Faute-sur-Mer liegt auf einem schmalen Küstenstreifen am südlichen Rand des Départements ca. 38 Kilometer südlich von La Roche-sur-Yon und 23 Kilometer nordwestlich von La Rochelle als Halbinsel an der Atlantikküste. Das Ortsgebiet gehört zum Regionalen Naturpark Marais Poitevin.
Umgeben wird La Faute-sur-Mer von den Nachbargemeinden und der Commune déléguée:
| La Tranche-sur-Mer | Grues                                       |                                      |
| Atlantischer Ozean | Kompassrose, die auf Nachbargemeinden zeigt | L’Aiguillon-sur-Mer Commune déléguée |
| Atlantischer Ozean | Atlantischer Ozean                          | Atlantischer Ozean                   |

Im Westen grenzt die Ortschaft an einen 8 km langen, ununterbrochenen Sandstrand, der in einem FKK-Bereich endet. Daher wurde sie 1988 auf natürliche Weise zu einem kleinen Badeort, was ihr die Eröffnung eines Kasinos ermöglichte. Bereits 1985 wurde sie mit der Blauen Flagge ausgezeichnet. Seit Juli 2019 ist sie ein Tourismusort.
Im Osten grenzt La Faute-sur-Mer an den Fluss Lay, der den Ort vom kleinen Hafen von L’Aiguillon-sur-Mer trennt. Zwei Brücken (eine für Fußgänger, eine für Autos) verbinden die beiden Ortsteile von L’Aiguillon-la-Presqu’île.
Von Süden nach Norden kann man die Ortschaft in drei Gebiete unterteilen:
- im Süden: das Bioreservat Pointe d'Arçay (Dünen und Kiefern), das als Überwinterungs- und Rastplatz für viele Zugvögel dient;
- in der Mitte: das Dorfzentrum;
- im Norden: landwirtschaftlich genutzte Flächen und die Lagune Belle-Henriette.

Das Ortsgebiet von La Faute-sur-Mer erstreckt sich über 726 Hektar. Die durchschnittliche Höhe der Ortschaft beträgt 3 m, wobei die Höhen zwischen 0 und 17 m schwanken.

## Stadtbau

### Bebauung
La Faute-sur-Mer ist eine ländliche Ortschaft, da sie zu den wenig oder sehr wenig dicht besiedelten Orten gehört.
La Faute-sur-Mer grenzt an den Atlantik und ist außerdem eine Küstengemeinde im Sinne des Loi Littoral. Es gelten daher besondere städtebauliche Bestimmungen zum Schutz der Naturräume, der Landschaften und des ökologischen Gleichgewichts der Küste, wie z. B. das Prinzip der Nichtbebaubarkeit des Küstenstreifens von 100 Metern außerhalb der Siedlungsgebiete und mehr, wenn der lokale Städtebauplan dies vorsieht.

### Bodenbeschaffenheit

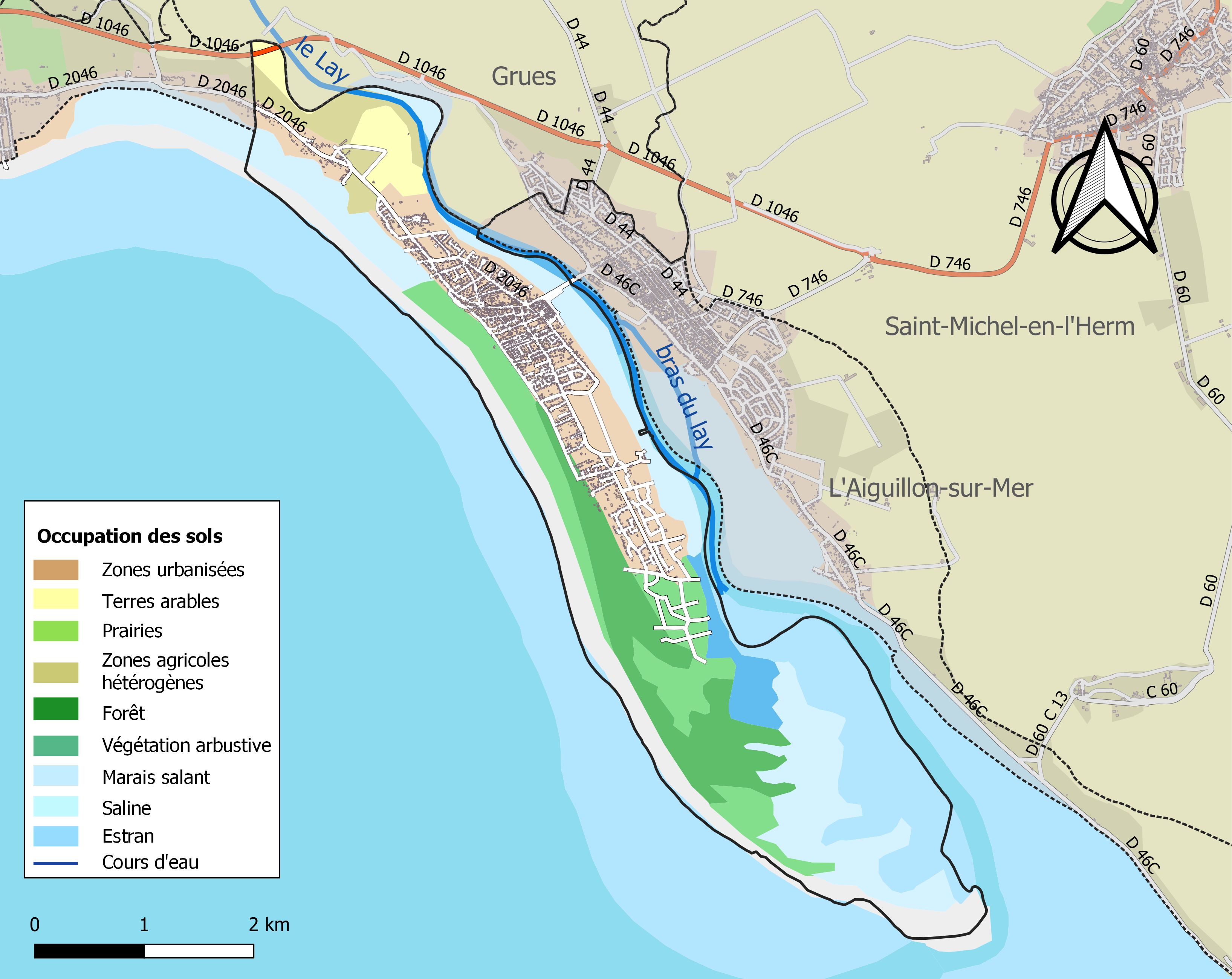
Karte der Infrastruktur und der Bodenbeschaffenheit der Gemeinde im Jahr 2018 (CLC).

Die Landnutzung der Ortschaft, wie sie in der europäische Datenbank der biophysikalischen Landnutzung CORINE Land Cover (CLC), ist geprägt von der Bedeutung von Wäldern und naturnahen Lebensräumen (36,3 % im Jahr 2018), die jedoch im Vergleich zu 1990 (40,5 %) abgenommen hat. Die detaillierte Verteilung im Jahr 2018 sieht wie folgt aus: Urbane Gebiete (32,5 %), Wälder (17,1 %), Lebensräume mit Strauch- und/oder Kräutervegetation (15,2 %), Küstenfeuchtgebiete (13,3 %), heterogene landwirtschaftliche Flächen (6,6 %), Kulturboden (5,8 %), offene Flächen ohne oder mit wenig Vegetation (4 %), künstlich angelegte Grünflächen, nicht landwirtschaftlich genutzt (3,3 %), Binnengewässer (1,5 %) und Meeresgewässer (0,7 %).
Das IGN stellt darüber hinaus ein Online-Tool zur Verfügung, mit dem die zeitliche Entwicklung der Bodenbedeckung der Ortschaft (oder von Gebieten in verschiedenen Maßstäben) verglichen werden kann. Mehrere Epochen sind in Form von Karten oder Luftbildern zugänglich: die Carte de Cassini (18. Jahrhundert), die Generalstabskarten (1820–1866) und die aktuellen Karten (1950 bis heute).

## Geschichte
- 1462 Der Name La Faute erscheint in einem Urteil zugunsten von Lieu Dieu en Jard im Jahr 1462 bezüglich eines Sumpfes "assis en Talmondais avenant envers la Faulte et Tranché".
- 1603 Nicolas Herpin erwähnt 1603 „la gueule de la Faute“.
- „Le passage de Loix et le fier d’Ars estoient tellement gelez qu’on y passoit librement sur la glace, comme l’on faisait le semblable à la gueule de la Faulte.“ (Die Passage von Loix und der Fier d’Ars waren so vereist, dass man ungehindert über das Eis gehen konnte, so wie man es vergleichbar an der „gueule de la Faulte“ tat.)
- 1621 Es findet sich der Name La Faulte, Pointe de la Faulte, in einem Schriftstück über Kämpfe zwischen den Calvinisten und dem König. Darin werden Befestigungen an der Pointe de la Faute erwähnt, die die Mündung des Lay schützen sollen. 28. Juni 1621.
- 1627 Während der Blockade der Ile de Ré durch die Engländer gelingt es Richelieu, die Belagerten teilweise durch kleine Schiffe versorgen zu lassen, die von Le Plomb, La Faulte, L’Esguillon und La Tranche aus starten und nachts übersetzen, wann immer die Bedingungen es erlauben.
- 1676 Die Erwähnung auf der Karte von Sainte Colombe. "La Faute oder Mündung des Flusses Saint Benoist".
- 1677 Erinnerung von La Favolière: „La rivière de Saint-Benoist dit-il qui se descharge entre les battures de la Faute“ (Der sogenannte Fluss Saint-Benoist, der sich zwischen dem Watt de la Faute entlädt) wird in der Service Hydrographique de la Marine Archives Band 29 erwähnt.
- 1702 zeigt eine hydrographische Karte der Marine die Pointe de La Faute auf der Höhe der heutigen Brückenausfahrt. Die Spitze des Felsens befindet sich auf der Höhe des heutigen Kasinos. Dies ist der Anfang der Pointe d’Arçais.
- 1728 Port Puant Dies ist die erste bekannte Erwähnung von Port Puant. "... und dass das einzige Fischen, die man als Meeresfischen von Muscheln betrachten kann, die man bei Ebbe am Port Puant sammelt, der sich an der Mündung des Lay auf der Seite von La Tranche befindet....". In: Pêches et pêcheurs du domaine maritime et des îles adjacentes de Saintonge, d’Aunis et du Poitou, au XVIIIe siècle.
- 1730 René Lodre und Jacques de la Chaume erwerben am 31. Mai vom Abt von Talmond die Sümpfe von La Tranche. Sie werden gemäß einem alten Edikt von Heinrich IV. geadelt, das es erlaubt, „honnorez du titre de noblesse ceulz qui ne le sont poinct par leur naissance que nous jugeons avoir le plus de mérites dans les dessèchements des marais“ (ehren mit dem Adelstitel diejenigen, die nicht von Geburt an so sind, dass wir die meisten Verdienste um die Austrocknung der Sümpfe würdigen). In: La Fontenelle de Vaudoré 1844.
- 1756-1763, französisch-englischer Kolonialkrieg „Der Zustand des Wachhauses von La Faute ist gut, da es noch bewohnt wird.“ IN: Rapport de l’Etat de la côte du bas Poitou (Bericht über den Zustand der Küste des unteren Poitou). 1755 / SHAT Vincennes.  „Besetzt durch den Bauernhof, in gutem Zustand, alles vorhanden. Es wäre angebracht, falls möglich, eine Batterie auf der Spitze des Felsens zu errichten, die die Mündung des Flusses von Le Lay oder von St. Benoist verteidigt, die sich mit der Pointe de coquillon und des Felsens kreuzte“ In: Rapport sur les corps de garde de la cote du Poitou 1756 / SHAT Vincennes.
- 1784 Der Pachtvertrag wurde am 28. März 1784 unterzeichnet. Er wird als Pachtvertrag über eine abschreibbare Grundrente erwähnt. „Consenti par messire Gabriel Simon Leger Justin de Loynes de la Marzelle, comme mari et maître des droits de dame Catherine Gaudin, son épouse, et faisant pour messire Jean-Baptiste Symon de Galisson et dame Marie-Anne Gaudin, son épouse, à Jean Chauveau, cabanier, et Jeanne Gaboriau sa femme, des parts et portions qu’ils ont dans les relais de la Faute situé paroisse de la Tranche, moyennant 240 livres de rente“. (Zustimmung von Messire Gabriel Simon Leger Justin de Loynes de la Marzelle, als Ehemann und Herr der Rechte von Dame Catherine Gaudin, seiner Ehefrau, und für Messire Jean-Baptiste Symon de Galisson und Dame Marie-Anne Gaudin, seine Ehefrau, handelnd, zu Jean Chauveau, Cabanier, und Jeanne Gaboriau, seiner Ehefrau, über die Anteile und Portionen, die sie an den Relais de la Faute haben, die in der Pfarrei La Tranche liegen, für 240 Pfund Rente.)
- Catherine Gaudin und Marie Anne sind Schwestern. Ihr Vater ist Pierre Nicolas Gaudin, Sieur de la Baconnière, und ihre Mutter ist Marie Anne Lodre, Tochter von René Lodre (1672-1729), Sieur des Chasteigners. Am 10. April 1743 wird eine Erbteilung von Lodre verfasst. Sie wurde nach dem Tod von Marie Febve, der Ehefrau von René Lodre, verfasst. René Lodre war „Contrôleur ordinaire des guerres“. (1672-1729). Im vierten Los finden wir die Sümpfe Les Rouillères (339 Arpents und 68 Perches) und Les Relais (78 Arpents und 21 Perches). Sie gehören dem Herrn von La Baconnière, Pierre Nicolas Gaudin, Ehemann von Marie Anne Lodre. Zu den Relais heißt es: „dont jouit sans payer de contribution étant en dehors des Rouillères“. (dessen Genuss ohne Zahlung von Beiträgen außerhalb der Rouillères liegt)
- 1794 Mord und Brand an einem Ort namens "Les Vieilles Maisons". „Heute, am siebenundzwanzig Messidor des Jahres II der Republik (15. Juli 1794), ein und unteilbar, auf den Bericht, der uns vom Bürger Charles Rebiffe, Leutnant der Préposé à la Police du commerce extérieur, gemacht wurde, dass sich die Räuber nach La Faute in dieser Gemeinde begeben haben, Haus der Witwe Jean Chauveau, wo sie einen beträchtlichen Mord begangen haben sollen. Wir, die Gemeindebeamten, unterstützt vom Nationalagenten und Pierre Richard, unserem Schreiber, begaben uns in den Ort La Faute, wo wir Jean Rabillard, Jean Touvron und Pierre Nauleau erkannten, die mit mehreren Säbelhieben auf den Kopf niedergemetzelt worden waren, und den genannten Pierre Nauleau, der auf der Brust durchbohrt war. Sofort erschien Nicolas Chauveau, der uns erklärte, dass Pierre und Jacques Chauveau, die beiden Brüder, im selben Moment ebenfalls mit mehreren Säbelhieben auf den Kopf massakriert worden waren und dass der besagte Jacques Chauveau, der älteste von ihnen, von der Spitze eines Säbels durch die Kehle durchbohrt worden war und der besagte Pierre Chauveau zwei Pistolenschüsse in die Rippen erhalten hatte, die durchgeschlagen waren. Danach haben wir Gemeindebeamten einen Karren und vier Ochsen des Bürgers Louis Bergeonneau angefordert, um die Leichen der Bürger Jean Touvron, Jean Rabillard und Pierre Nauleau zum gewöhnlichen Begräbnisort in dieser Gemeinde zu bringen, und die beiden Brüder in der Gemeinde L’Aiguillon begraben lassen...“. IN: Archive der Vendée. Roger Eraud, Petite histoire de la baie de L’Aiguillon et de L’Aiguillon Sur Mer (Kleine Geschichte der Bucht von L’Aiguillon und L’Aiguillon Sur Mer).
- 1798 Zwei Erwerbungen durch die Familie Chauveau am 24. April 1798 und am 24. August 1798.
- Das Napoleonische Kataster von 1811 nennt es La Faute und beschreibt es als eine Reihe unbebauter Dünen, die mit Wattflächen durchsetzt sind, die man als Barene bezeichnet, und nur aus drei kleinen Gebäuden an einem Ort namens Port Puant bestehen.
- Das erste Dorf La Faute wurde 1829 von den Erben Chauveaus gegründet, einer Familie, die das Land seit dem Ende des 18. Jahrhunderts besaß.
- Zu Beginn des 20. Jahrhunderts wurden Badevillen errichtet, wahrscheinlich mit der Einführung der Eisenbahn (1901) im Nachbarort L’Aiguillon-sur-Mer.
- 1901 „Die Badesaison. Die Badesaison ist nun fast vorbei. Es ist nicht uninteressant, sich zu fragen, wie viele Reisende unsere Stadt besucht haben, während sie sich zum Strand gegenüber dem Dorf La Faute begaben. Ab dem 14. August, als der Betrieb auf der Strecke Chantonnay-Sainte-Hermine-Luçon-L’Aiguillon-Port aufgenommen wurde, kamen mehr als 6.200 Reisende, um zu baden. An einem einzigen Tag, dem 1. September, nahmen 1.028 Personen die Fähre von L’Aiguillon nach La Faute. Wir hoffen, dass im nächsten Jahr die Zahl der Besucher noch höher sein wird. Dann wird der Bau einer Brücke über den Lay notwendig werden“. Avenir et indicateur de la Vendée (Zukunft und Wegweiser der Vendée).
- 1909 wurde zwischen den beiden Orten eine Brücke über den Lay gebaut, die als einspurige Rollfeldbrücke die Überfahrt mit der Fähre ersetzte. Sie wurde 1963 durch eine zweite, zweispurige Brücke ergänzt.
- Da die Brücke über den Lay zwischen L’Aiguillon-sur-Mer und La Faute fertiggestellt und für den Verkehr freigegeben wurde, wird die Fähre des Departements, die an dieser Stelle die Überfahrt sicherstellte, nicht mehr genutzt. Archiv der Vendée.
- Der Weiler La Faute sur Mer wurde durch die Trennung von La Tranche-sur-Mer am 18. Dezember 1953 zur Gemeinde erhoben und wurde zur 307. Gemeinde der Vendée.
- La Faute hat sich zu einem kleinen, beliebten Badeort im Süden der Vendée entwickelt.

Der Ort wurde 2010 vom Orkan Xynthia heftig verwüstet.

## Bevölkerungsentwicklung
| Jahr                       | 1962 | 1968 | 1975 | 1982 | 1990 | 1999 | 2008  | 2018 |
| Einwohner                  | 536  | 587  | 698  | 693  | 885  | 905  | 1.001 | 664  |
| Quellen: Cassini und INSEE |      |      |      |      |      |      |       |      |